# Petar Danow

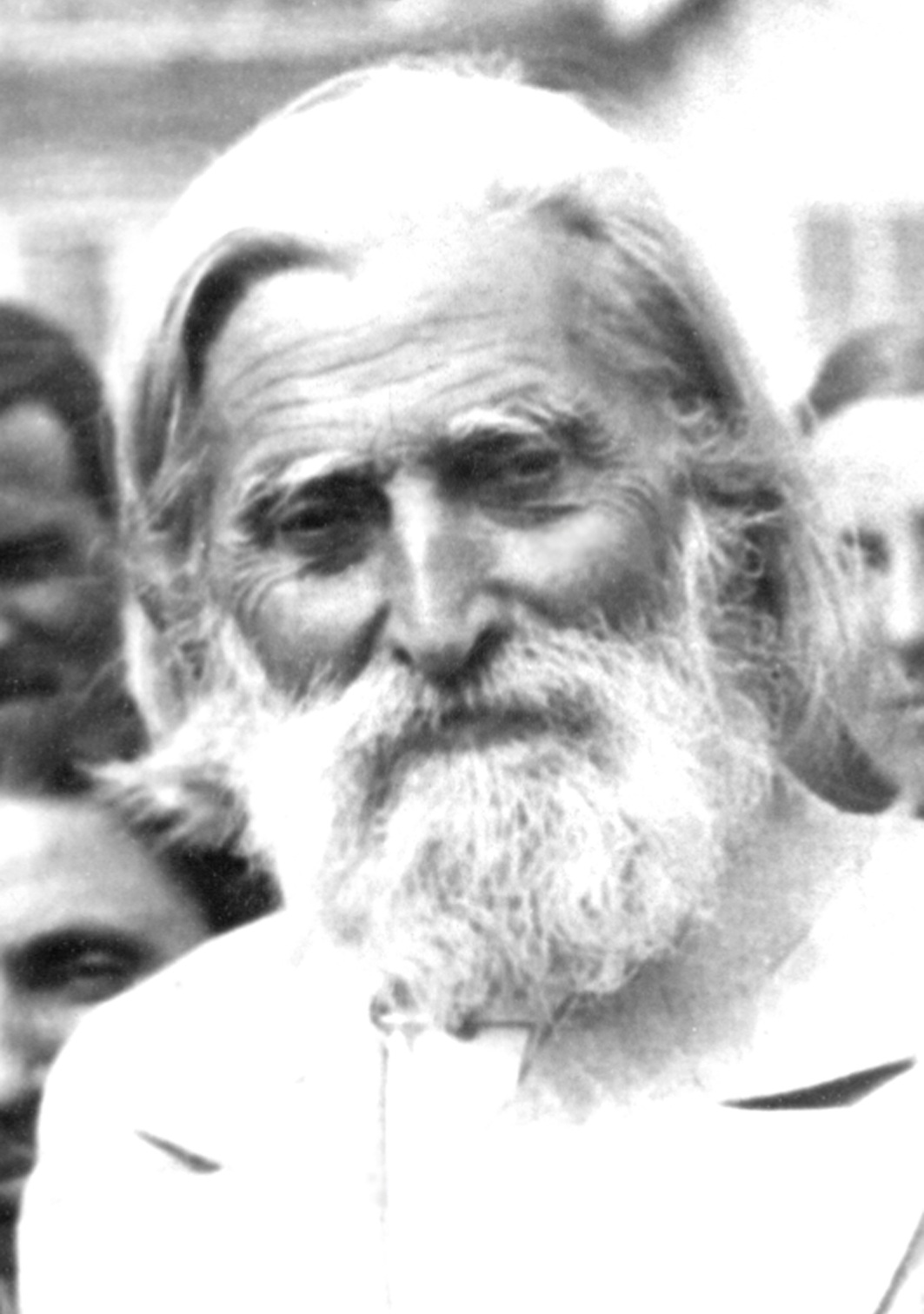
Petar Danow

Petar Konstantinow Danow (bulgarisch Петър Константинов Дънов; * 11. Juli 1864 in Hadarscha, heute Nikolaewka bei Warna in Bulgarien; † 27. Dezember 1944 in Sofia) war unter dem Namen Beinsa Duno ein bulgarischer spiritueller Lehrer und Gründer der okkultistisch-religiösen Gemeinschaft Universelle Weiße Bruderschaft.

## Leben
Danow war das dritte Kind des orthodoxen Priesters Konstantin Dǎnowski (1830–1918) und seiner Frau Dobra Georgiewa. Sein Großvater mütterlicherseits, Atanas Georgiew (1805–1865), war ein bulgarischer Aufklärer, der sich für die Unabhängigkeit der bulgarisch-orthodoxen Kirche eingesetzt hatte. Sein Vater, Кonstantin Dǎnowski, war der erste bulgarische Lehrer in der Region Warna und der erste Pfarrer von Warna vor der Befreiung Bulgariens vom Osmanischen Reich.
Ab 1871 besuchte er die bulgarische Grundschule in Hadarscha und in Varna. Nach der Befreiung Bulgariens studiertе er das fünfjährige bulgarische Männergymnasium in Warna, danach absolvierte die US-amerikanische Methodistenschule in Swischtow (Juni 1887). Ab Herbst 1887 war er ein Jahr lang Lehrer an der Schule in Chotanza im heutigen Bezirk Russe.

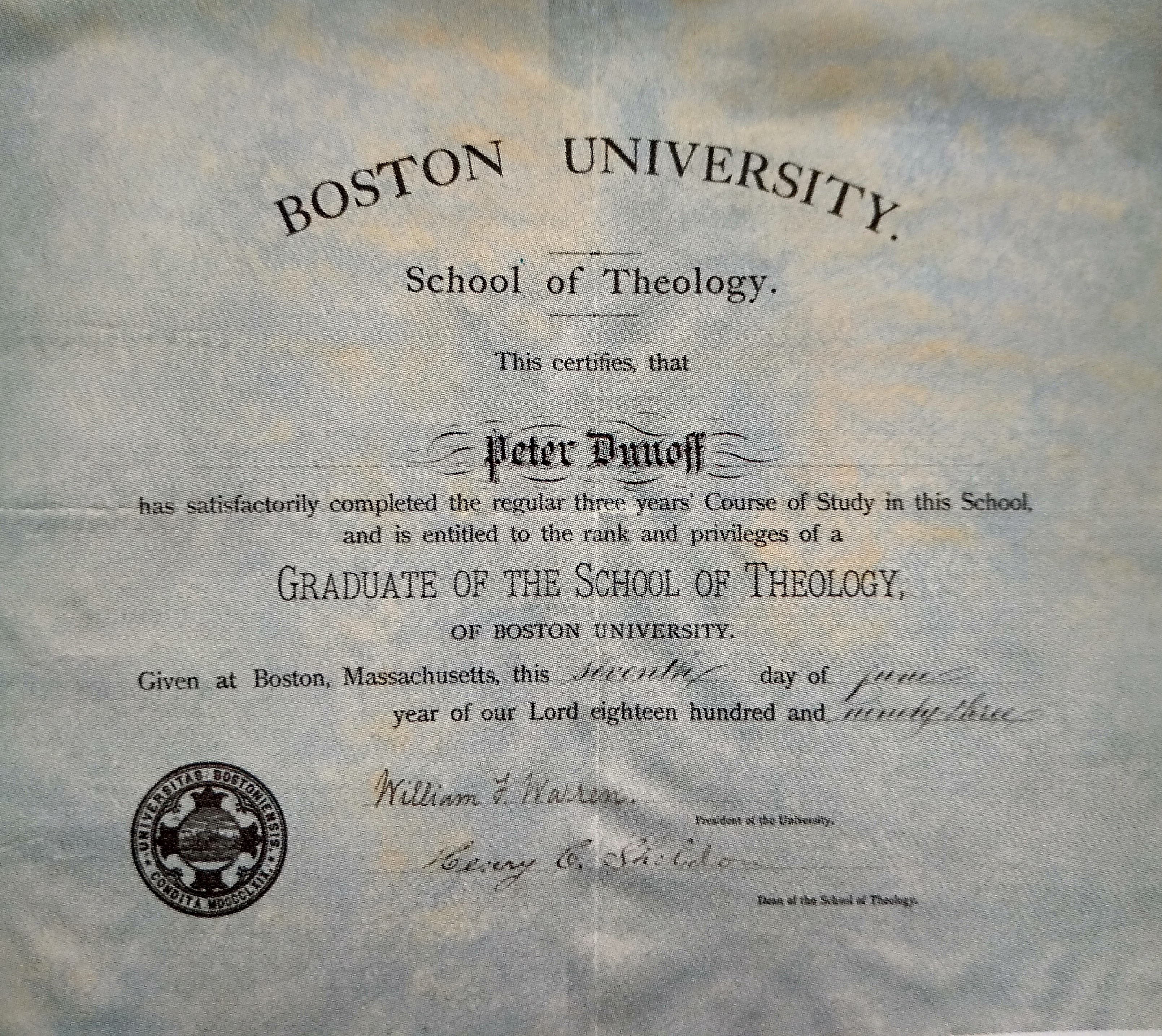
Das Diplom von Petar Danoff von der Theologischen Fakultät der Boston University (7. Juni 1893)

Ab 1888 Danow studierte an der theologischen Akademie Drew der Methodisten in Madison (New Jersey). Nach seinem Abschluss schrieb er sich an der Theologischen Fakultät der Boston University ein, wo er seine Diplomarbeit über „Die Migration der germanischen Stämme und ihre Christianisierung“ verteidigte und im Juni 1893 seinen Abschluss machte. Im Juli trat er in die Boston University School of Medicine ein. 1895 beschloss er, nach Bulgarien zurückzukehren. Während seines siebenjährigen Aufenthalts in den USA kam er mit den dortigen okkulten Gesellschaften der Theosophen und Rosenkreuzer in Berührung.
1895 kehrte er nach Bulgarien zurück und wurde in Warna sesshaft, lehnte aber das ihm angebotene Amt eines methodistischen Priesters ab. 1896 veröffentlichte er sein erstes Buch „Wissenschaft und Erziehung“, das seine philosophischen Grundideen darstellt. 1896 war er einer der Gründer (zusammen mit Kapitän Petko Wojwoda usw.) des Kulturzentrums „P.R.Slaveykov“ in Warna, in dem er als Bibliothekar arbeitete und seine ersten Vorträge hielt. Im Jahr 1897 hatte Petar Danow ein mystisches Erlebnis – die Herabkunft des göttlichen Geistes auf ihn, was ein Schlüsselmoment in seinem Leben war. Dies findet am 7. März (alten Stil) in Varna statt. Es wird angenommen, dass er dann „die ‚Pflicht‘ eines spirituellen Meisters übernimmt, der in seinem Körper inkarniert ist“. Dieser spirituellen Verpflichtung, verbunden mit einer bürgerlichen Position, folgte Danow bis zu seinem Lebensende standhaft und setzte sich unter dem bulgarischen Volk dafür ein, „die göttliche Liebe, Weisheit und Wahrheit als das höchste Ideal für den Menschen anzunehmen“. 1897 gründete Petar Danow mit Gleichgesinnten in Varna die Gesellschaft zur Erhebung des religiösen Geistes des bulgarischen Volkes. Allmählich wurde Danow zum Zentrum einer spirituellen Gesellschaft, die sie Kette nannten – ein Name, der die Beziehung Gottes zum Heiligen Geist und dem Sohn Gottes verkörpert, und wurde später als Weiße Bruderschaft (WB) bekannt. Von 1900 bis 1944 leitete er die jährlichen Treffen der WB in unterschiedlichen Orten.
Von 1901 bis 1912 bereiste Danow verschiedene Städte Bulgariens und beschäftigte sich mit phrenologischen Untersuchungen; in dieser Zeit begann er auch, öffentliche Vorträge zu halten. 1912 ließ er sich im Dorf Arbanassi, bei Weliko Tarnowo nieder, wo er „Das Testament der farbigen Strahlen des Lichts“ schrieb, das im September desselben Jahres veröffentlicht wurde. Wenn er nicht auf Reisen ist, hält er sonntags Vorlesungen in Sofia. Als er sich dauerhaft in der Hauptstadt niederließ, wurden seine Sonntagsvorlesungen regelmäßig. Sie finden im Haus seines Schülers Gumnerov statt, in dem er auch wohnt, einem Doppelhaus mit dem von Georgi Dimitrov (Opalchenska-Straße 66).
Am 9. März 1914 verkündete er den Beginn des neuen Wassermannzeitalters. Am 16. März 1914 hielt er in Sofia den ersten offiziell mitstenographierten Sonntagsvortrag mit dem Titel Hier ist der Mensch, der in der Reihe „Kraft und Leben“ erschien. In den Vorträgen dieser Reihe legte er die Grundprinzipien seiner Lehre dar. 1917 wurde er interniert, weil er den Geist der Frontsoldaten in Zweifel stürze. Nach Kriegsende wuchs die Anzahl seiner bulgarischen Schüler bis gegen 40.000 in den 1930er Jahren.
Am 24. Februar 1922 eröffnete er in Sofia eine esoterische Schule. Die Vorträge vor den zwei Schulklassen – der „Allgemeinen Okkultklasse“ (für Zuhörer jeden Alters und Familienstands gedacht) und der „Speziellen Okkultklasse“ (für von ihm persönlich eingeladene junge Menschen reserviert) – wurden wöchentlich bis im Dezember 1944 gehalten. Innerhalb der okkulten Schule komponierte er über 190 geistige Lieder.
1927 gründete er die Siedlung Isgrew am Stadtrand von Sofia, um seine Arbeit in der Schule zu konzentrieren. Im Sommer 1929 führte er das erste Sommerlager bei den Sieben Rila-Seen durch. Ab 1927 fing er an, mit dem geistigen Tanz Paneurhythmie zu arbeiten, zunächst einem Zyklus von 28 Übungen mit Melodien, Texten und plastischen Bewegungen, und fügte später die Zyklen Sonnenstrahlen und Pentagramm hinzu.
Am 21. September 1930 eröffnete er eine neue Vortragsreihe, die er „Sonntagsmorgenvorträge“ nannte und bis April 1944 hielt.
Während der Luftangriffe auf Sofia Anfang 1944, ging er mit einer kleinen Gruppe nach Mărčaevo, einem Dorf 24 Kilometer südwestlich von Sofia, am Fuße des Vitosha. Dort ließ er sich im Haus seines Schülers Temelko Temelkov – heute ein Museum – nieder. Viele andere Anhänger der Flüchtlinge kamen ebenfalls und ließen sich im Dorf nieder, während andere regelmäßig aus Sofia anreisten.
Am 19. Oktober 1944 kehrte er nach Isgrew zurück. Am 20. Dezember 1944 hielt er vor der „Allgemeinen Okkultklasse“ den Vortrag Das letzte Wort. Am 27. Dezember 1944 starb er in Isgrew, wo er beigesetzt wurde. Sein Grab ist bis heute erhalten. 1976 wurde dieser Ort vom Staatlichen Kulturkomitee unter dem Vorsitz von Ljudmila Schiwkowa zur Gedenkstätte erklärt. 1998 wurde er als historischer Ort und Grabstätte von Petar Dunov (dem Lehrer) zum Kulturdenkmal von nationaler Bedeutung erklärt. Seit 2004 trägt ein nahegelegener Platz den Namen Petar Dunov – Der Lehrer.

## Werke auf Deutsch
Danow hat seine Lehre zwischen 1914 und 1944 in rund 4.000 Vorträgen dargelegt. In deutscher Übersetzung sind erschienen:
- Der Meister spricht. Das Wort der hohen universalen Bruderschaft. Reichl, Remagen 1970; 2. A. ebd. 2000, ISBN 3-87667-025-X
- Das Wort des Meisters Beinsa Duno. Hueber, München 1982, ISBN 3-19-007220-5
- Damit sie das Leben haben. Alfiola, Varna 1994, ISBN 954-8139-09-X
- Kraft und Leben. Heliopol, Sofia 1997, ISBN 954-578-047-9
- Die drei Säulen des Lebens. Oratio, Schaffhausen 2002, ISBN 3-7214-1002-5
- Das Testament der farbigen Strahlen des Lichts. Bjalo Bratstvo, Sofia 2010, ISBN 978-954-744-130-9
- Die Paneurhythmie. Bjalo Bratstvo, Sofia 2007, ISBN 978-954-744-079-1
- Das hohe Ideal. Bjalo Bratstvo, Sofia 2003, ISBN 954-744-040-3
- Die Herrlichkeit des Lebens. Bjalo Bratstvo, Sofia 2007, ISBN 978-954-744-078-4
- Peter Danow: The migration of the Teutonic tribes and their conversion to Christianity. Bjalo Bratstvo, Sofia, 2007, ISBN 978-954-744-086-9
- Anhaltspunkte des Lebens, Bjalo Bratstvo, Sofia, 2015, ISBN 978-954-744-263-4
- Wissenschaft und Erziehung, Bjalo Bratstvo, Sofia, 2016, ISBN 978-954-744-254-2
- Gebetbuch, Bjalo Bratstvo, Sofia, 2015, ISBN 978-954-744-273-3
- Das Pentagramm, Bjalo Bratstvo, Sofia, 2015, ISBN 978-954-744-267-2